# Wheatland (Iowa)
Wheatland es una ciudad ubicada en el condado de Clinton en el estado estadounidense de Iowa. En el Censo de 2010 tenía una población de 764 habitantes y una densidad poblacional de 487,57 personas por km².

## Geografía
Wheatland se encuentra ubicada en las coordenadas 41°49′58″N 90°50′16″O / 41.83278, -90.83778. Según la Oficina del Censo de los Estados Unidos, Wheatland tiene una superficie total de 1.57 km², de la cual 1.57 km² corresponden a tierra firme y (0%) 0 km² es agua.

## Demografía
Según el censo de 2010, había 764 personas residiendo en Wheatland. La densidad de población era de 487,57 hab./km². De los 764 habitantes, Wheatland estaba compuesto por el 98.69% blancos, el 0.26% eran afroamericanos, el 0.65% eran amerindios, el 0.13% eran asiáticos, el 0% eran isleños del Pacífico, el 0% eran de otras razas y el 0.26% pertenecían a dos o más razas. Del total de la población el 1.7% eran hispanos o latinos de cualquier raza.